# 宮越慶二郎
宮越 慶二郎（みやこし けいじろう、1990年1月28日 - ）は、日本の元キックボクサー。埼玉県所沢市出身。拳粋会宮越道場所属。元NJKFライト級王者、元WBCムエタイライト級王者、元WBCムエタイ・インターナショナルライト級王者。                                            

## 略歴
父は元キックボクサーの内藤武、兄は元WBCムエタイ・インターナショナル スーパーウェルター級王者の宮越宗一郎。
少年時代は空手、サッカーやバスケットボールを経験。中学3年時にバスケットボール所沢市選抜選手に抜擢された。高校でのバスケットボール引退を機に、キックボクシングのアマチュア試合に出場し、アマチュアで3勝3敗1引き分けの戦績を残した。
兄に影響されてプロへの道へと進み、2008年にニュージャパンキックボクシング連盟（NJKF）でプロデビュー。デビュー戦は1RTKO勝利。2010年に初のタイトル戦であるNJKFライト級タイトルマッチで一輝と対戦し、結果は判定負け。2011年に一輝とのタイトルマッチで判定勝利し、リベンジに成功しNJKFライト級王者となった。
2012年にWBCムエタイ・ライト級タイトルマッチではまっこムエタイジム所属の水落洋祐と対戦し、判定負け。2013年に水落とのタイトルマッチで判定勝利し、リベンジに成功しWBCムエタイ日本ライト級王者となった。
2015年にWBCムエタイ・インターナショナル・ライト級タイトルマッチでパウ イリアナ ガスケスと対戦し、3RTKO勝利。WBCムエタイ・インターナショナル・ライト級王者となった。
2025年5月13日に自身のInstagramで引退を発表。前年9月15日にNJKFで行った吉田凜汰朗との試合が現役最後の試合となった。生涯戦績は46戦29勝（8KO）14敗2分1無効試合。主な対戦として黒田アキヒロに判定勝ち、町田光と引き分け、卜部功也に判定勝ち、羅紗陀に判定勝ち、森井洋介にTKO負け、海人にTKO負け、勝次に判定勝ち、与座優貴に判定勝ち、鈴木千裕にTKO負け。

## 戦績
| キックボクシング 戦績 | キックボクシング 戦績 | キックボクシング 戦績 | キックボクシング 戦績 | キックボクシング 戦績 | キックボクシング 戦績 | キックボクシング 戦績 |
| --------------------- | --------------------- | --------------------- | --------------------- | --------------------- | --------------------- | --------------------- |
| 46 試合               | (T)KO                 | 判定                  | その他                | 引き分け              | 無効試合              |                       |
| 29 勝                 | 8                     | 12                    |                       | 2                     | 1                     |                       |
| 14 敗                 |                       |                       |                       | 2                     | 1                     |                       |

| 勝敗 | 対戦相手                 | 試合結果                        | 大会名                                                                              | 開催年月日     |
| ×    | 鈴木千裕                 | 1R 0:43 TKO（パンチ連打）       | KNOCK OUT 2021 vol.3 【KNOCK OUT-BLACKスーパーライト級王座決定トーナメント 決勝戦】 | 2021年7月18日  |
| ○    | 与座優貴                 | 3R+延長1R終了 判定2-1           | KNOCK OUT ～The REBORN～                                                            | 2021年3月13日  |
| ×    | 海人                     | 5R 2:46 TKO（ヒジによるカット） | SHOOT BOXING 2017 act.4                                                             | 2017年9月16日  |
| ○    | 羅紗陀                   | 3R終了 判定3-0                  | NJKFスペシャルマッチ                                                                | 2016年11月??日 |
| ○    | ナルト・バンチャメーク   | 3R終了 判定3-0                  | Kunlun Fight                                                                        | 2016年8月??日  |
| ○    | チャンヒョン・リー       | 3R終了 判定3-0                  | Kunlun Fight                                                                        | 2016年4月??日  |
| ×    | ヤスユキ                 | 3R終了 判定0-3                  | REBEL                                                                               | 2016年1月??日  |
| ○    | パウ・イリアナ・ガスケス | 3R TKO                          | NJKF 【WBCムエタイ・インターナショナルライト級王座決定戦】                          | 2015年11月??日 |
| ×    | ウェイ・ニンヒュイ       | 3R終了 判定0-3                  | Kunlun Fight                                                                        | 2015年7月??日  |
| ○    | 花田元誓                 | 3R終了 判定3-0                  | RISE                                                                                | 2015年3月??日  |
| ○    | 高橋幸光                 | 5R終了 判定3-0                  | 不明 【WBCムエタイ日本ライト級王座決定戦】                                          | 2014年11月??日 |
| ○    | ウェイ・ニンヒュイ       | 3R終了 判定3-0                  | Kunlun Fight 4                                                                      | 2014年2月??日  |
| ×    | 卜部功也                 | 3R終了 判定0-2                  | Krush.35                                                                            | 2013年12月14日 |
| ○    | 卜部功也                 | 3R終了 判定2-0                  | ニュージャパンキックボクシング連盟 「KICK TO THE FUTURE 2」                         | 2012年4月29日  |

## 獲得タイトル
- NJKF日本ライト級王者[3]
- WBCムエタイ日本ライト級王者[3]
- WBCムエタイインターナショナルライト級王者[3]